# Santiago Tochimizolco
Santiago Tochimizolco är en ort i Mexiko.   Den ligger i kommunen Tochimilco och delstaten Puebla, i den sydöstra delen av landet, 80 km sydost om huvudstaden Mexico City. Santiago Tochimizolco ligger 2 160 meter över havet och antalet invånare är 747.
Terrängen runt Santiago Tochimizolco är lite bergig. Runt Santiago Tochimizolco är det ganska tätbefolkat, med 62 invånare per kvadratkilometer. Närmaste större samhälle är Atlixco, 18,9 km öster om Santiago Tochimizolco. I omgivningarna runt Santiago Tochimizolco växer huvudsakligen savannskog.